# Atherimorpha flavolateralis
Atherimorpha flavolateralis är en tvåvingeart som beskrevs av Malloch 1932. Atherimorpha flavolateralis ingår i släktet Atherimorpha och familjen snäppflugor. Inga underarter finns listade i Catalogue of Life.